# سیرا مادره د چیاپاس
سیرا مادره د چیاپاس (به اسپانیایی: Sierra Madre de Chiapas) یک رشته‌کوه در مکزیک است که در چیاپاس واقع شده‌است. سیرا مادره د چیاپاس ۴٬۲۲۰ متر بالاتر از سطح دریا واقع شده‌است.